# Baruch College
El Baruch College (oficialmente, Bernard M. Baruch College) es una universidad pública estadounidense con sede en la ciudad de Nueva York. Fue fundada en 1919 y hace parte del sistema universitario de la City University of New York (CUNY). Lleva su nombre en honor al financista y estadista Bernard M. Baruch. Ofrece programas de pregrado, maestría y doctorado a través de la Zicklin School of Business, la Weissman School of Arts and Sciences y la Marxe School of Public and International Affairs.
El campus del Baruch College está en un vecindario rodeado de parques históricos, como el Madison Square Park y el Gramercy Park, y de edificios icónicos, como el edificio Flatiron y casas adosadas en el sector de Gramercy. Dentro del área, hay restaurantes modernos y auténticos para explorar. Además, a solo unas pocas cuadras se encuentra el distrito comercial más importante de la ciudad a lo largo de la 6th Avenue y Broadway.

## Fundación e Historia
Baruch es una de las universidades emblemáticas de CUNY, y sus raíces se remontan a la fundación de la Free Academy. El Fondo de Literatura del estado de Nueva York fue creado para servir a los estudiantes que no podían permitirse el lujo de inscribirse en universidades privadas de Nueva York. El Fondo de Literatura llevó a la creación del Comité de la Junta de Educación de la Ciudad de Nueva York, dirigida por Townsend Harris, JS Bosworth, y John L. Mason. El Comité solicitó el establecimiento de lo que se convertiría en la Academia Libre, en Lexington Avenue, en Manhattan.
Por la década de 1930, las mujeres se les permitió entrar en la Escuela de Negocios. La matrícula total en el City College de Nueva York llegó a un máximo histórico de 40.000 estudiantes en 1935, y la Escuela de Negocios tuvo una matrícula de más de 1700 estudiantes en la sesión del día solo. La mayoría de estos estudiantes eran inmigrantes judíos e italianos, que no podía permitirse el lujo de asistir a las universidades privadas. La Escuela de Negocios recibió el nombre de Escuela de Baruch en 1958 en honor del exalumno Bernard Baruch, un estadista y financiero. En 1961, La Ley de Educación del Estado de Nueva York estableció el sistema La Universidad de la Ciudad de Nueva York (CUNY) y en 1968, Baruch College se convirtió en una universidad de alto nivel en el sistema de Universidad de la Ciudad.

## Programas Académicos
Baruch College se compone de tres escuelas académicas, la Escuela de Negocios de Zicklin, la Escuela Weissman de Artes y Ciencias, y la Escuela de Asuntos Públicos.
La Escuela de Negocios de Zicklin otorga una Licenciatura en Administración de Empresas (BBA) en 19 áreas de negocio relacionados, una Maestría en Administración de Empresas (MBA) en 14 áreas de negocios relacionados, y una Maestría en Ciencias (MS) en 8 programas de negocios relacionados. 
La Escuela de Weissman de Artes y las Ciencias otorga una Licenciatura en Artes (BA) en más de 26 diferentes áreas relacionadas con el arte y la ciencia, una Maestría de Artes (MA) en Comunicación Corporativa y Asesoría en Salud Mental, y una Maestría en Ciencias (MS) en Ingeniería financiera y Psicología de las Organizaciones industriales. La Escuela de Asuntos Públicos otorga una Licenciatura en Ciencias (BS) en asuntos públicos, una Maestría en Administración Pública (MPA) en cinco diferentes áreas relacionadas en asuntos públicos y una Maestría en Ciencias de la Educación (MSEd) en Administración de Educación Superior.
Baruch College también ofrece varios programas de doctorado (PhD) que se ofrecen a través del Centro de Graduados de CUNY. Que incluyen negocios (con especialización en Contabilidad, Finanzas, Sistemas de Información, Marketing y Comportamiento Organizacional), así como Psicología Industrial y Organizacional.

## Admisiones
2010-2011 fue otro año récord para Baruch College, con un total de 18.835 aplicantes para la clase del 2015, y una tasa de aceptación del 23%. De acuerdo con CollegeProwler, un web-site guía dirigido por estudiantes universitarios, la admisión en Baruch College es muy competida. La media de puntuación del SAT de la clase entrante de 2010 fue de 1216 (lectura crítica y matemáticas), que ha aumentado en 74 puntos este año al 1290.

## Clasificación
Baruch alberga una de las escuelas de negocios más antiguas del mundo. Se encuentra a un corto trayecto en metro del centro de Manhattan y Wall Street. Baruch fue calificada como una de las mejores 25 Universidades regionales por US News, #22 Universidad grande más deseada por la revista Newsweek, y Best Buy Universidad por la revista Forbes. Baruch empató en el puesto #2 con la Universidad de Harvard con el número de graduados en "Las 100 personas más influyentes en contabilidad en el mundo " y el puesto # 1 en todo el país para las personas con grados avanzados que aprueben el examen de CPA. Baruch ocupa el puesto 25 entre las escuelas de negocios en los Estados Unidos por la Red de Investigación en Ciencias Sociales. Baruch MBA ocupó el puesto número 1 en "MBA con mayor valor financiero en graduación" por US News.

## Alumnos Notables
- Abraham Beame - Alcalde de la ciudad de Nueva York
- Stan Ross - Vicepresidente de Ernst & Young
- Carl Spielvogel - Exembajador de EE. UU. en Eslovaquia
- George Weissman - El exdirector general de Philip Morris International
- Larry Zicklin - expresidente de Neuberger Berman
- Ralph Lauren - Diseñador de moda (Polo)
- Jennifer Lopez - Actriz, cantante, productora, bailarina
- Michael Grimm (político) - miembro de la Cámara de Representantes de los Estados Unidos por el distrito 13 del Congreso de Nueva York.
- Pablo Rey - Painter Artist

- Datos: Q809633
- Multimedia: Baruch College / Q809633